# Hermann Goepfert

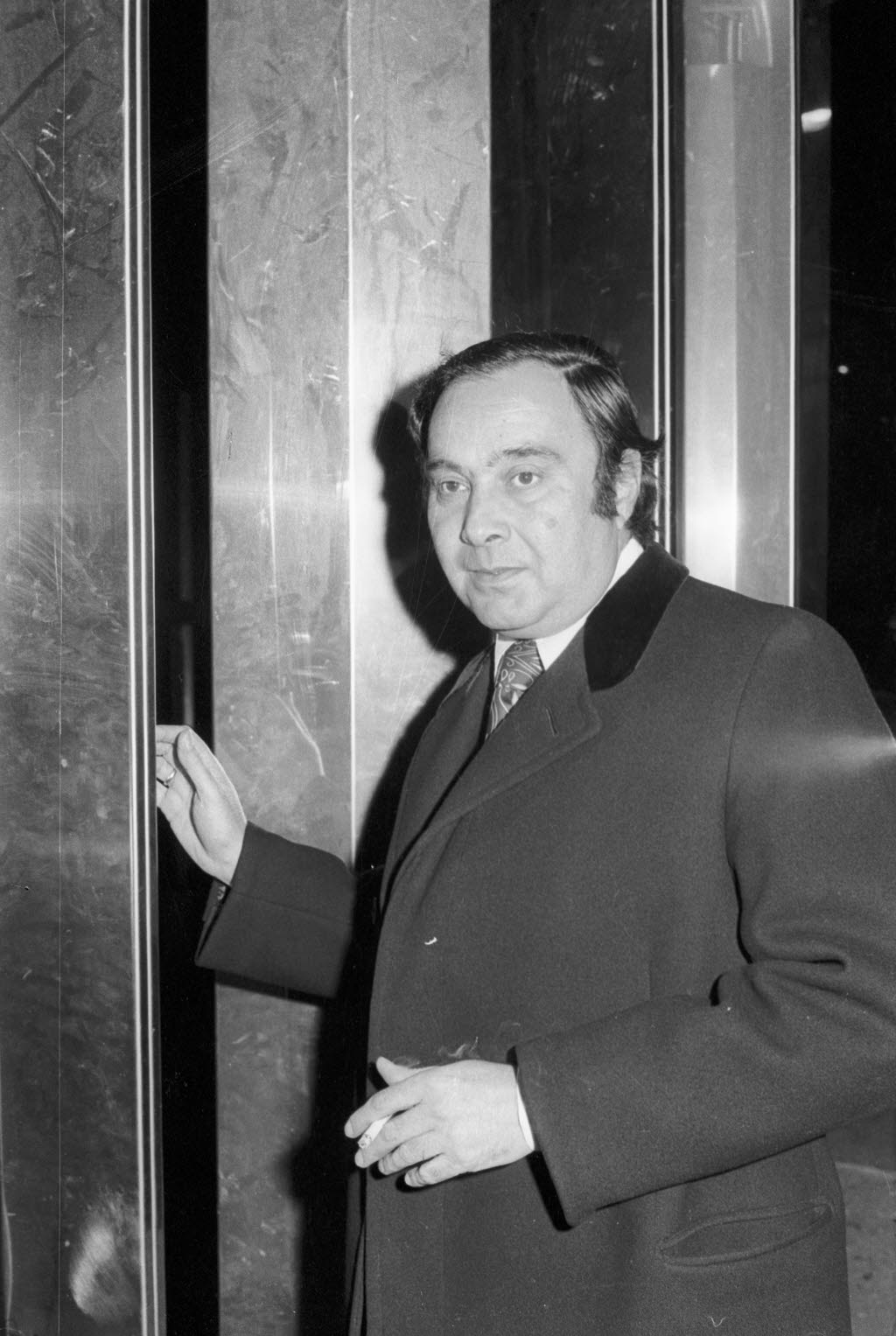
Hermann Goepfert (1971)

Hermann Goepfert (* 5. November 1926 in Bad Nauheim; † 4. Februar 1982 in Antwerpen) war ein deutscher Künstler. Innerhalb der ZERO-Bewegung vertrat er die Integration von Kunst und Architektur am stärksten. Zu seinen Künstlerfreunden und Kooperationspartnern zählten unter anderem Günther Uecker, Lucio Fontana, Piero Manzoni, Herman de Vries und Jef Verheyen.

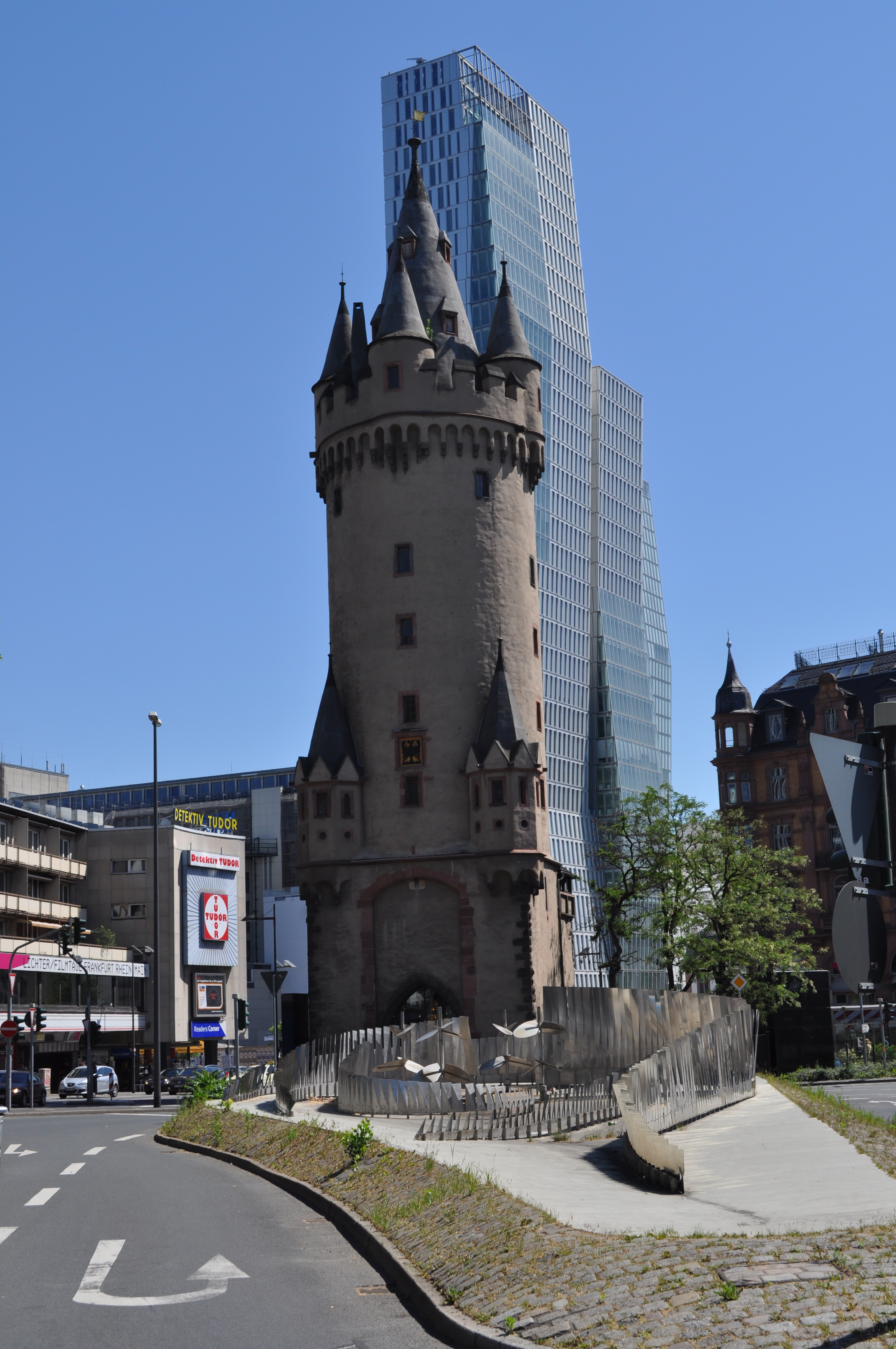
Hermann Goepfert, Brunnenanlage am Eschenheimer Turm, 1968

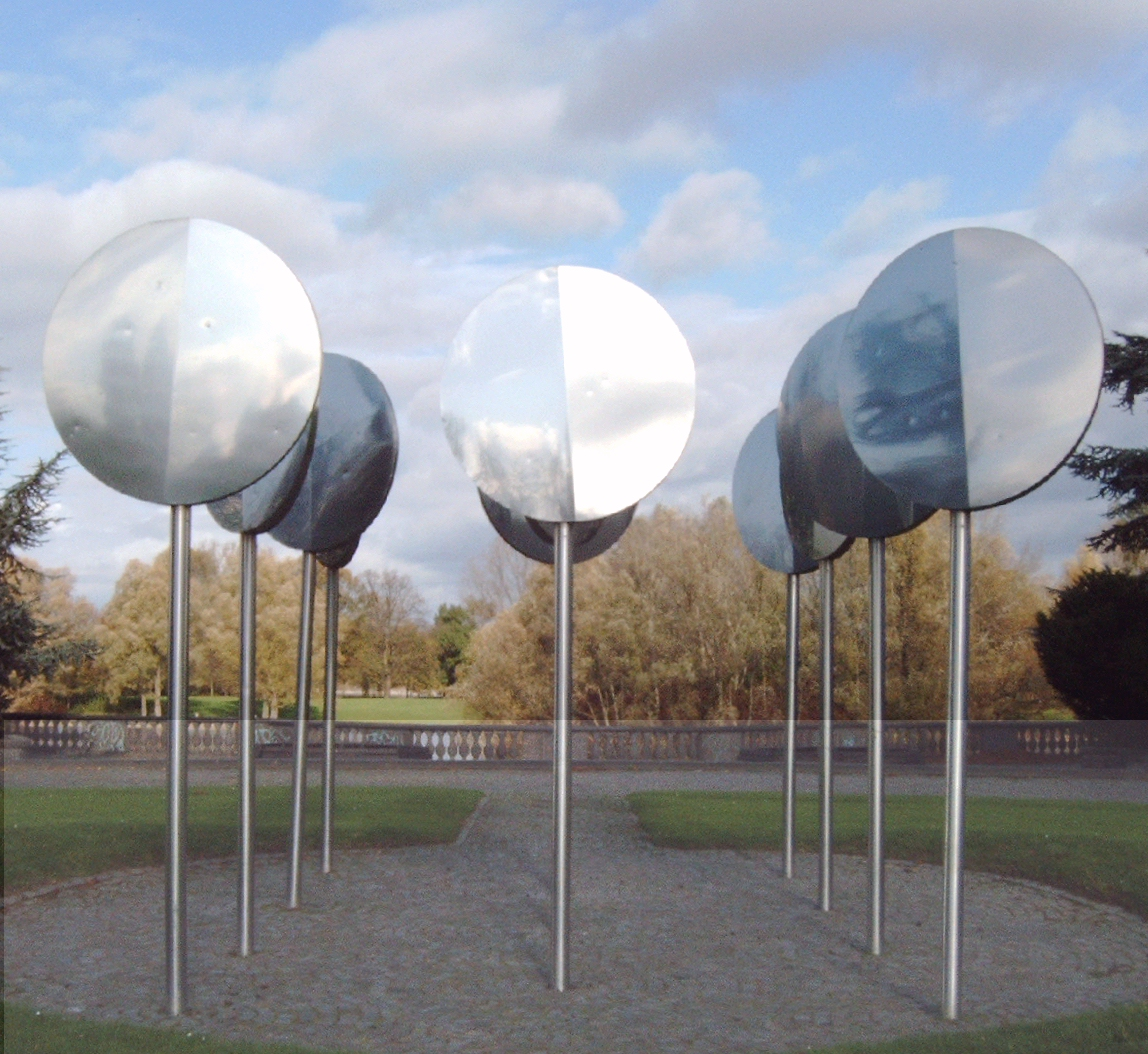
Kinetisches Raumobjekt für die Bundesgartenschau Bonn, 1978–79, Planungsgemeinschaft Goepfert-Hölzinger

## Leben
Hermann Goepfert studierte 1947 bis 1951 zunächst an der Abendschule und von 1951 bis 1958 anschließend an der Staatlichen Hochschule für Bildende Künste Städelschule Frankfurt am Main. Sein erstes Atelier richtete er sich 1957 unweit der Hochschule ein. In den Folgejahren nahm er an verschiedenen Gruppenausstellungen in Frankfurt teil, die eine Abwendung vom Informell einläuteten und „Neue Deutsche Tendenzen“ postulierten. 1961 wurde der sehr aktive Goepfert neben Heinz Mack, Otto Piene und Günther Uecker zur Ausstellung 30 junge Deutsche in das Städtische Museum, Schloss Morsbroich, Leverkusen, geladen. Der Austausch mit Künstlern und Institutionen außerhalb Frankfurts begann. Schnell wurde Goepfert zu einem wichtigen Vertreter der ZERO-Bewegung in Frankfurt, wobei Aktionen mit dem Kunsttheoretiker Bazon Brock und dem Galeristen Rochus Kowallek für weitere Aufmerksamkeit sorgten. Internationale Künstler kamen in den 1960er-Jahren zu Goepfert an den Main, um Ideen auszutauschen und mit ihm zu arbeiten. 1962 nahm Goepfert an der Ausstellung NUL im Amsterdamer Stedelijk Museum und 1963 an der Schau Europäische Avantgarde im Frankfurter Schwanensaal teil. 1964 wurden sowohl seine Aluminiumreflektoren als auch sein Optophonium (Licht-Ton-Maschine) auf der documenta III in Kassel gezeigt und im selben Jahr wurde er zu den ZERO-Ausstellungen in London und Philadelphia geladen. 1965 stellte Goepfert gemeinsam mit Jef Verheyen und Lucio Fontana in Berlin und Frankfurt aus. Teil der Präsentationen war auch die zuvor entstandene Gemeinschaftsarbeit. Es folgten Einladungen zu weiteren ZERO-Ausstellungen in Washington und Mailand und Ausstellungen wie Licht und Bewegung – Kinetische Kunst, Kunsthalle Bern und Kunsthalle Baden-Baden, Lumiere-Mouvement et Optique, Palais des Beaux-Arts, Brüssel, Kinetik und Objekte, Staatsgalerie Stuttgart, oder Sceno et graphico, Biennale Venedig.
1965 gründete Hermann Goepfert gemeinsam mit dem Architekten Johannes Peter Hölzinger die Planungsgemeinschaft für neue Formen der Umwelt, und ein Jahr später mietete er bis 1968 ein kleines Zweitatelier in Antwerpen an. 1966 war Goepfert in den Ausstellungen weiß auf weiß, Kunsthalle Bern, 1967 in Licht-Bewegung-Farbe, Kunsthalle Nürnberg, in Zauber des Lichts, Kunsthalle Recklinghausen und in der Weltausstellung in Montreal vertreten. Ebenfalls 1967 erhielt er eine Einzelausstellung im Palais des Beaux-Arts in Brüssel. In seiner zu Lebzeiten bedeutendsten Soloschau zeigte Goepfert retrospektiv statische und kinetische Werke, die seit den Weißbildern entstanden waren und die allein Licht zum Thema hatten. 1968 nahm er an der Triennale in Mailand, 1969 an der Biennale in Paris teil. 1970 erhielt er ein Paris-Stipendium der Bundesrepublik Deutschland und lebte und arbeitete ein Jahr lang an der Cité Internationale des Arts. 1971 zog er dauerhaft nach Antwerpen. In den 1970er-Jahren folgten Ausstellungen zu seinem integrativen Schaffen, wie 1970 Architektonische Spekulationen, Museum Schloss Morsbroich, Leverkusen, oder Ausstellungen im ZERO-Kontext, wie 1974 ZERO, Beispiele aus der Sammlung Lenz, Städelmuseum Frankfurt, oder 1979 Zero, Bildvorstellungen einer europäischen Avantgarde 1958–1964, Kunsthaus Zürich, und Zero Internationaal Antwerpen, Koninklijk Museum voor Schone Kunsten, Antwerpen. 1982 starb Goepfert überraschend in Antwerpen.
„Lebensräume aus Lichtobjekten zu bauen ist unser aller Traum“, lautete ein Kernsatz von Hermann Goepfert. Kunst und gesellschaftliches Engagement sollten sich durchdringen und nicht nur die Umwelt gestalten, sondern auch gesellschaftliche Prozesse in Gang setzen. Ein Kunstwerk offen zu gestalten und den Betrachter am Entstehungsprozess teilhaben zu lassen, war Goepferts Intention. Zentral wurde für Goepfert dabei vor allem das Licht als kinetisches Moment und direktes Gestaltungsmedium.
„Licht ist Form“, lautete das Credo von Goepfert, der die ästhetische Qualität des Lichtes durch vorgeformte Instrumente sichtbar machen wollte. Es war vor allem das natürliche Licht, das er darzustellen versuchte. Zur Verwendung von Kunstlicht, ausgelöst durch elektronische Impulse, kam es allein bei seinen Optophonien, die er analog zu seinen Weißbildern mit statischen Metalleinschüben konstruierte. So besteht auch sein erstes, sich heute in den Krefelder Museen befindende Optophonium aus einer Holzwand, die weiß gehalten ist und in die zahlreiche Aluminiumstücke eingelassen sind. Am Anfang seiner künstlerischen Praxis stehen verschiedene Reduktionsschritte. Erste Weißbilder entstanden Ende der 1950er-Jahre. Nach 1960 bevorzugte Goepfert polierte Metalle. Silbrige Metallbleche erwiesen sich als ideal, da sie aufgrund ihrer glatten Oberfläche einen hohen Reflexionsgrad besitzen und darüber hinaus leicht formbar sind. In der Intention, den Raum stärker einzubeziehen, ersetzte er Anfang der 1960er-Jahre auch die Leinwand durch Metall. Nach 1962 entstand die große Werkgruppe der Aluminiumreflektoren, deren einzelnen Werke sich im Grundaufbau gleichen: Vor einer betriebenen Aluminiumplatte, die auf einer schwarzen Fläche angebracht und meist konkav gebogen ist, hängt in der Mitte und in geringer Entfernung ein Aluminiumgebilde, das am oberen und unteren Rand flexibel befestigt ist.
In der Zeit von 1965 bis zu seinem Tode arbeitete Goepfert mit dem Bad Nauheimer Architekten Johannes Peter Hölzinger in der Planungsgemeinschaft für neue Formen der Umwelt zusammen. 1967 führte die Gemeinschaft die Gestaltung des Karlsruher Schlossparks einschließlich des Seerestaurants für die Bundesgartenschau 1967 durch. Das Restaurant wurde nach dem Ende der Gartenschau wieder entfernt. Weitere Früchte der Zusammenarbeit waren das „Lichtkinetische Objekt“ in Kiel (1971) sowie der „Löffelwald“ in der Rheinaue (Bonn) aus dem Jahre 1979.
Hermann Goepfert lebte in Frankfurt am Main und nach 1971 vor allem in Antwerpen, wo er 1982 starb. Sein Grab befindet sich auf dem Frankfurter Hauptfriedhof.

## Öffentliche Sammlungen
- Königliche Museen der Schönen Künste (KMSKB), Brüssel
- Stedelijk Museum voor Actuele Kunst (SMAK), Gent
- Sammlung zeitgenössischer Kunst der Bundesrepublik Deutschland, Bonn
- Museum Kunstpalast, Düsseldorf
- Karl-Ernst-Osthaus-Museum (KEOM), Hagen
- Städel Museum, Frankfurt am Main
- Museum für Moderne Kunst, Frankfurt am Main
- Kunstmuseen Krefeld
- Kunsthalle Mannheim
- Museum Abteiberg, Mönchengladbach
- Zentrum für Kunst und Medientechnologie, Karlsruhe
- Adolf-Luther-Stiftung, Krefeld
- Sammlung Deutsche Bank, Frankfurt am Main